# Cá dìa trơn
Siganus fuscescens là một loài cá biển thuộc chi Cá dìa trong họ Cá dìa. Loài cá này được mô tả lần đầu tiên vào năm 1782. Tại Việt Nam, S. fuscescens có tên thông thường là cá dìa tro hoặc cá dìa trơn.

## Phân loại học
S. fuscescens và Siganus canaliculatus được cho là cùng một loài nhưng khác nhau về màu sắc và hình thái, tuy nhiên điều này vẫn còn gây tranh cãi.

## Từ nguyên
Từ định danh của loài cá này, fuscescens trong tiếng Latinh có nghĩa là "sẫm màu", hàm ý đề cập đến phần thân trên có màu nâu của chúng.

## Phạm vi phân bố và môi trường sống
S. fuscescens có phạm vi phân bố ở vùng biển Đông Ấn Độ Dương và Tây Thái Bình Dương. Loài cá này xuất hiện phổ biến ở vùng biển các nước khu vực Đông Nam Á; từ quần đảo Andaman trải dài về phía đông đến Fiji và Samoa; phía bắc giới hạn đến ngoài khơi miền nam Nhật Bản và phía nam trải dài đến hai bờ tây và đông của Úc. S. fuscescens ưa sống gần các rạn san hô và những nơi có nhiều rong tảo, hoặc ở khu vực cửa sông lớn, độ sâu khoảng 50 m trở lại.

## Mô tả

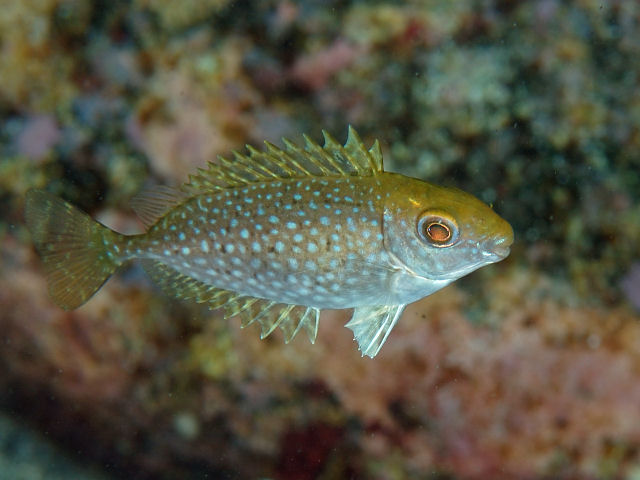
Một cá thể S. fuscescens chưa trưởng thành

Chiều dài cơ thể tối đa được ghi nhận ở S. fuscescens là 40 cm, nhưng thường chỉ đạt đến kích thước 25 cm. Cơ thể có màu nâu xám đến nâu lục với nhiều đốm nhỏ màu xanh ánh kim; bụng màu trắng bạc. Một dải màu nâu ở ngay rìa của nắp mang. Từ môi trên, dọc theo vùng gáy và lưng có màu vàng lục. S. fuscescens trưởng thành chuyển sang hoa văn lốm đốm với các mảng màu trắng và nâu sẫm khi chúng sợ hãi hoặc nghỉ ngơi vào ban đêm.
Số gai ở vây lưng: 13; Số tia vây ở vây lưng: 10; Số gai ở vây hậu môn: 7; Số tia vây ở vây hậu môn: 9; Số tia vây ở vây ngực: 15 - 18; Số gai ở vây bụng: 1; Số tia vây ở vây bụng: 5.

## Sinh thái học
Khi còn là cá con, S. fuscescens hợp thành đàn với khoảng 200 cá thể, nhưng có thể lên đến 5000 cá thể. Cá trưởng thành ăn tảo nâu và tảo lục, trong khi cá con ăn tảo sợi và cỏ biển.